# Anisogomphus bivittatus
Anisogomphus bivittatus är en trollsländeart som först beskrevs av Selys 1854.  Anisogomphus bivittatus ingår i släktet Anisogomphus och familjen flodtrollsländor. IUCN kategoriserar arten globalt som livskraftig. Inga underarter finns listade i Catalogue of Life.